# Eksklusion
|  | For den danske film, se Eksklusion (film). For "social eksklusion", se social udstødelse. |
Eksklusion er handlingen at udelukke, hvilket er det samme som ikke-inklusion. Det engelske ord exclusion er fra ca. år 1400.
Ordet eksklusiv betyder egentlig, dét som andre er udelukket fra. Fx kan udelukkelsen ske indirekte via særlige invitationer, lille udbud i forhold til efterspørgsel - eller ved at noget er meget dyrt, så kun få har råd til det.
Social eksklusion eller social marginalisering er den sociale ulempe og nedrykning til udkanten af samfundet.
Eksklusion er et udtryk, der er blevet brugt meget i Europa og først blev brugt i Frankrig i slutningen af det 20. århundrede. 
Det bruges på tværs af discipliner, herunder uddannelse, sociologi, psykologi, politik og økonomi.